# Eliezer Papo
Eliezer ben Itzhak Papo (n. 1785, Sarajevo, Imperiul Otoman – d. 1828, Silistra, Imperiul Otoman) (după data ebraică a decesului, 20 Tișrei 5588, a murit la 11 octombrie 1827) fost un rabin si cabalist evreu sefard, originar din Bosnia otomană, și care a activat în Țara Românească și în Bulgaria sub ocupație otomană. A fost vestit, între altele, prin cartea sa de morală Pele Yoétz și, de aceea, în cercurile religioase evreiești este poreclit după numele acestei cărți. (Baal HaPele Yoetz). A slujit ca rabin al comunității sefarde din Silistra și un timp a păstorit comunitatea sefardă din București. 

## Biografie
Haham Eliezer Papo s-a născut în 1786 la Sarai Bosna, astăzi Sarajevo în Bosnia, pe atunci, în Sangeacul Bosna din Elayetul Rumelia, Imperiul Otoman, în familia lui Haham Itzhak Papo și a lui Blanca Papo, una din familiile evreiești vechi din localitate. A făcut studii religioase iudaice în ieșivele din orașul natal și s-a distins prin erudiția sa în scrierile sfinte. A învățat cu rabinii (hahamim) Eliahu Hayun, Moshe Danon, Meir Menahem Binyamin DanonL-a avut coleg la învățătură pe rabinul Moshe Pereira. La Sarajevo a scris prima sa carte, Hodesh Haaviv (Luna primăverii) și a condus o ieșivă. După ce s-a însurat, s-a mutat la Silistra, și a devenit rabinul, conducătorul comunității evreilor și președintele tribunalului rabinic din oraș.
În 1819 a plecat la București, unde ca rabin și președinte de comunitate, a condus și reorganizat obștea sefardă din oraș, pe baza unui regulament stabilit în 1811. În acea vreme s-a inaugurat sinagoga sefardă Cahal Grande din București. După un timp scurt a revenit la Silistra.
Rabinul Papo a avut faima de făcător de minuni și era cunoscut prin purtarea sa austeră și filantropică.
Se spune că atunci când un membru al comunității urma să fie executat de autorități, rabinul Papo a poruncit sa fie vândute până și sulurile de Tora din comunitate pentru a-l putea răscumpăra, căci „fără poporul Israel, nu există nici Tora a lui Israel”.
În 1827 s-a îmbolnăvit la ficat și atunci a adoptat numele suplimentar Yehezkel. După o perioadă de remisie, boala i-a revenit  și a murit în octombrie 1827 la Silistra, la numai 42 ani, în timpul zilelor de Hol Hamoed Sukot. Tradiții au atribuit boala unei epidemii de holeră. S-a povestit că în timpul acelei molime a organizat carantine care au salvat populația orașului. O altă legendă susține că din momentul morții sale epidemia a încetat.
Între discipolii săi, la Sarajevo, s-a numărat rabinul Yehuda Alkalai.

## Viața privată

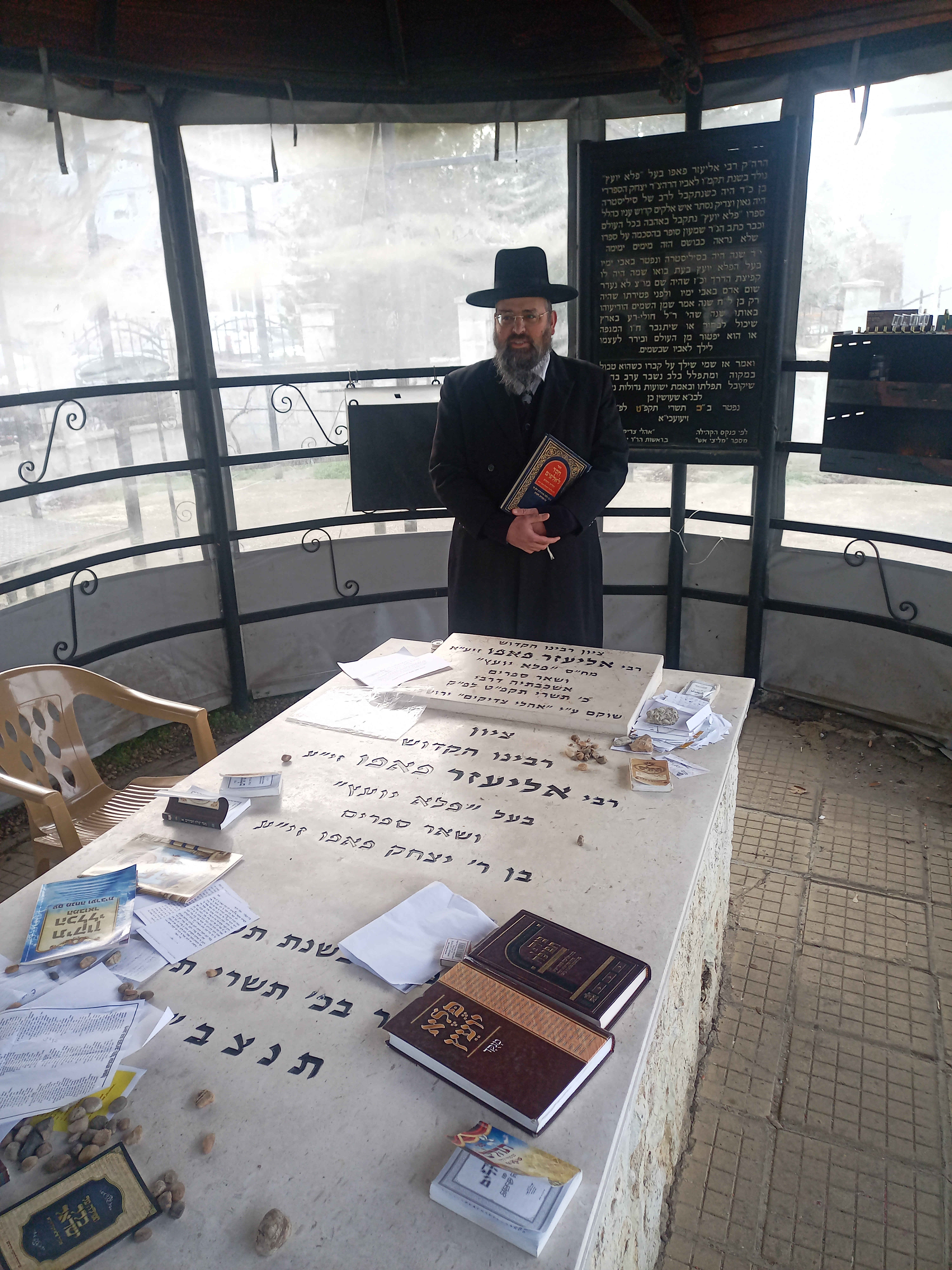
Rabinul Avishay Tehrani predicând la mormântul lui Haham Eliezer Papo

A fost căsătorit cu Hanna. Ea a plecat dupa moartea lui în Palestina și a fost înmormântată la Ierusalim.
Copii săi au fost Michael,Yehuda,Sara (căsătorită Azriel) ,Gabriel și Esther (căsătorită Farhi).
Yehuda Papo (ca. 1810-1873) a fost și el rabin. El a emigrat în Palestina (în vremea stăpânirii otomane) și s-a stabilit la Ierusalim.

## In memoriam
- Strada Pele Yoetz din cartierul Yemin Moshe din Ierusalim a fost numită în amintirea sa.
- Mormântul său la Silistra a devenit un loc de pelerinaj pentru evrei evlavioși din întreaga lume. Pelerinajul are loc in data de 20 Tișrei, ziua aniversarii decesului lui Papo.

## În literatură sau media artistică
- Ziaristul britanic Nick Thorpe îl menționează pe Eliezer Papo în rândurile despre Silistra din cartea sa despre Dunăre - The Danube: A Journey Upriver from the Black Sea to the Black Forest (2014, Yale University Press) (pp. 103-104 în traducerea în ebraică de Uri Saggi, Am Oved)

## Cărți
Eliezer Papo s-a distins ca exponent al tradiției iudaice de morală (Musar)
A scris cărți în domeniul legilor iudaice (Halaha), de omiletică și morală.
- Hodesh Haaviv חודש האביב (Luna primăverii sau Luna Aviv -numită după versetul Deuteronom 16, 1) - comentariu despre obiceiuri si legi cu "înnoiri" (hidushim), pe marginea tratatului talmudic Eruvin
- Pele Yoetz (Sfetnic minunat -פלא יועץ, titlul - după Isaia 9,5) - carte de response și morală, ordonată alfabetic (de la articolul Ahavat Elohim - dragostea pentru Dumnezeu - până la articolul Teshuvá - Pocăință), tipărită la Istanbul în 1828
- Elef Hamaggen -(Mii de scuturi - titlul - după Cântarea Cântărilor 4,4 )- comentarii la Biblia ebraică
- Orot Elim (Lumini angelice) după cele șase culegeri ale Mișnei, după cartea Zohar și după învățătura rabinului Haim Yosef David Azulay, tipărită la Salonic, 1823
- Hesed L'alafim (Grație pentru mii) sinopsis al codului de legi Shulhan Arukh și al cărții „Yoré Deá” de rabinul Yaakov Ben Asher și un comentariu la cartea „Orah Haim” a acestuia din urmă
- Yaalzu Hasidim (Se vor veseli cei pioși - despre Sefer Hasidim)
- Beit tefila (Casă de rugăciune) - o culegere de rugăciuni pentru situații diferite, inclusiv una pentru binele poporului evreu. A apărut postum la Belgrad. O ediție în limba ladino a apărut în anii 1860, iar versiunea ebraică a fost tipărită la Ierusalim în 1968.